# Resurrezione di Cristo (Rubens Anversa)
La Resurrezione di Cristo è un dipinto a olio su tavola (138x98 cm contando solo il pannello centrale) di Peter Paul Rubens, databile al 1611-1612 e conservato nella Cattedrale di Nostra Signora di Anversa.